# Heteropoda meticulosa
Heteropoda meticulosa là một loài nhện trong họ Sparassidae.
Loài này thuộc chi Heteropoda. Heteropoda meticulosa được Eugène Simon miêu tả năm 1880.